# 카넬리안 (삽화가)
카넬리안(CARNELIAN, 1973년 9월 21일~)은 일본의 일러스트레이터이자, 게임 크리에이터(이그젝티브 프로듀서·기획·원화가·그래픽 디자인·시나리오 라이터도 겸하고 있다)이다. 본명은 엔도 나오(遠藤 直). 유한회사 오비트 대표이사. 유한회사 루트 대표이사.

## 인물
- 카넬리안은 펜네임으로 CARNELIAN은 홍옥수라는 광물인데 본인이 좋아하는 원석이라고 한다. 자신의 홈페이지나 동인지 펜네임도 CARNELIAN으로 통일하여 쓰고 있다. 블로그에서는 자신을 가리켜 'CAR' '카네리' '호게' '호게네리안'등으로 부르고 있다. 참고로 카넬리안의 취미 중 하나가 보석으로 사용되는 원석 수집.
- 초등학교 시절부터 패미콤, MSX 등의 게임에 심취했으며 좋아한 게임으로 《대항해시대》(코에이)《루나틱돈》(ARTDINK), 《환영도시》(MICROCABIN) 《드래곤 슬레이어 영웅전설》(니혼 팔콤)을 들고 있다.
- 초등학교 시절부터 만화를 그리기 시작해 중고교 시절에는 각종 게임 잡지 독자란에 일러스트나 만화 투고를 하였으며 어렸을 때부터 그림으로 무언가를 표현하는 것을 좋아했다고 한다. 고교 졸업 후 디자인 전문 학교에 들어가면서 게임업계에서 일할 것을 결심했다고 한다.
- 〈âge〉（아쥬）의 전신인 〈relic〉에서 나온 뒤 동료들과 유한회사 오비트를 설립. 미소녀 게임 브랜드 〈ROOT〉,〈COLOVER〉, 보이즈 러브 게임 브랜드 〈CORE〉에서 기획, 제작을 진행 중이다.

## 주요작품

### 게임 원화
- 남성향
  - Revolver（PIL／Flying Shine, 1998년）
  - Re・leaf（C's ware, 1998년）
  - MACHINE MAIDEN（evolution, 1999년）
  - WAM-xxxnovel.wetandmessy.com-（PIL／Flying Shine, 1999년）
  - D 〜그 경치의 건너편에〜（Pure Platinum, 1999년）
  - 에이지 매니악스 〜이즈미 네 자매의 최후의 날〜（아쥬, 2000년）※일부
  - White Angel（light, 2000년）
  - 렌즈 저편에서...（MINA, 2000년）
  - 코이 오요비（ACTRESS, 2000년）
  - 아키히메（C's ware, 2000년）
  - EVEZERO ark of the matter（C's ware, 2000년）
  - 얼굴없는 달（ROOT, 2000년）
  - 해바라기가 피는 마을（페어리 테일, 2002년）
  - 어둠과 모자와 책의 여행자（ROOT, 2002년）
  - 몽귀 -Night Demon-（ALICE SOFT, 2003년）
  - 미스테리트 〜불가역 세계의 탐정신사〜（아벨, 2004년）
  - 퀼트（CLOVER, 2005년）
  - 죠헤이군의 HANI신 라이프☆ （ROOT, 2006년）※오비트 팬클럽 회원한정 소프트
  - 도화월탄（ROOT, 2007년）
- 여성향
  - 메시아（CORE, 2006년）
  - 메시아 〜파라노이아・패러독스〜（CORE, 2008년）
  - 가넷 크레이들 디 아크 오브 팬태즘（오비트×서퍼즈 파라다이스, 2009년）※소셜 네트워크 게임

### 게임 프로듀서
- 가넷 크레이들（SPICA, 2009년）